# راسل كروس
راسل كروس (بالإنجليزية: Russell Cross)‏ مواليد 5 سبتمبر 1961 في شيكاغو، هو لاعب كرة سلة أمريكي سابق. بدأ مسيرته الاحترافية في سنة 1983. تم اختياره من قبل فريق غولدن ستايت ووريورز خلال الدرافت. حمل الرقم 40. يبلغ طوله 6 قدم 10 بوصة (2.1 م). اعتزل اللعب في 1990.

## المسيرة الاحترافية
لعب مع غولدن ستايت ووريورز في موسم 1983–1984، ثم لعب مع دنفر ناغتس في موسم 1984–85، ثم لعب مع باسكت نابولي في موسم 1986–1987، ثم لعب مع نادي جرانوليريس لكرة السلة في الدوري الإسباني في سنة 1989، ثم لعب مع نادي بريوغان لكرة السلة في سنة 1990.

## روابط خارجية
- راسل كروس على موقع إن بي أي (الإنجليزية)
- راسل كروس على موقع سبورتس رفرنس (الإنجليزية)
- راسل كروس على موقع الدوري الإسباني لكرة السلة (الإسبانية)
- راسل كروس على موقع كلية كرة السلة في سبورتس رفرنس.كوم (الإنجليزية)
- راسل كروس على موقع ريلجم (الإنجليزية)
- راسل كروس على موقع بروبوليرز (الإنجليزية)
- راسل كروس على موقع سبورتس رفرنس (الإنجليزية)